# 아날로그 보호 시스템
아날로그 보호 시스템(영어: Analog Protection System, 약칭 APS)은 매크로비전이 만든 DVD 복제 방지 시스템이다. 카피가드(Copyguard)라고 부르기도 하는 이 시스템은 DVD에서 VHS로 영상 및 음성을 복사하려고 할 때 정보를 왜곡하여 안 보이게 한다. 아날로그 영상 신호로 녹화기의 AGC 회로에 영향을 주는 파동을 더하는 동작을 한다. 디지털 기계에서는 디지털에서 아날로그로 변환시켜주는 칩이 그 역할을 대신한다. DVD 플레이어의 트리거 비트는 DVD를 만들때 APS를 알려주기 위해서 생성된다. 셋톱박스의 트리거 비트는 셋톱 박스로 전송되는 스트림 안에 ECM(조건부 접근 자격 제어 메시지)이 포함된다.
수직 귀선 기간(VBI)으로 전송되는 CGMS-A의 APS 필드에 디지털 신호로 들어가기도 한다.

1. ↑  Truong, Son Ngoc; Min, Kyeong-Sik (2014년 6월 30일). “New Memristor-Based Crossbar Array Architecture with 50-% Area Reduction and 48-% Power Saving for Matrix-Vector Multiplication of Analog Neuromorphic Computing”. 《JSTS:Journal of Semiconductor Technology and Science》 14 (3): 356–363. doi:10.5573/jsts.2014.14.3.356. ISSN 1598-1657.